# Liste des députés de la Seine-Saint-Denis
 (mai 2025).
Le département de la Seine-Saint-Denis, créé en 1968, à la suite de la disparition des départements de la Seine et de Seine-et-Oise, comportait neuf circonscriptions électorales. En 1986, le redécoupage électoral de la loi n°86-1197 du 24 novembre 1986 réorganise le département en treize circonscriptions électorales. Ce nombre de sièges a été réduit à douze par un nouveau découpage électoral de 2010, en vigueur à compter des élections législatives de 2012.

## Législatures

### Dix-septième législature(2024-)

| Circ. | Identité            | Parti | Parti         | Groupe                           | Suppléant           |
| ----- | ------------------- | ----- | ------------- | -------------------------------- | ------------------- |
| 1re   | Éric Coquerel       |       | NFP - LFI     | La France insoumise              | Manon Monmirel      |
| 2e    | Stéphane Peu        |       | NFP - PCF     | Gauche démocrate et républicaine | Farid Aid           |
| 3e    | Thomas Portes       |       | NFP - LFI     | La France insoumise              | Aziza Nouioua       |
| 4e    | Soumya Bourouaha    |       | NFP - PCF     | Gauche démocrate et républicaine | Marie-George Buffet |
| 5e    | Aly Diouara         |       | NFP - LFI     | La France insoumise              | Houria Ghendouzi    |
| 6e    | Bastien Lachaud     |       | NFP - LFI     | La France insoumise              | Aline Lo Tutala     |
| 7e    | Alexis Corbière     |       | LFI dissident | Ecologiste et social             | Haby Ka             |
| 8e    | Fatiha Keloua-Hachi |       | NFP - PS      | Socialistes et apparentés        | Magalie Thibault    |
| 9e    | Aurélie Trouvé      |       | NFP - LFI     | La France insoumise              | Mehmet Ozguner      |
| 10e   | Nadège Abomangoli   |       | NFP - LFI     | La France insoumise              | Mehdi Chtioui       |
| 11e   | Clémentine Autain   |       | LFI dissident | Ecologiste et social             | Brigitte Bernex     |
| 12e   | Jérôme Legavre      |       | NFP - POI     | La France insoumise              | Nezha Barhandi      |

### Seizième législature(2022-2024)

Résultats des élections législatives de 2022 en Seine-Saint-Denis.

| Circ. | Identité            | Parti | Parti       | Groupe                           | Suppléant           |
| ----- | ------------------- | ----- | ----------- | -------------------------------- | ------------------- |
| 1re   | Éric Coquerel       |       | NUPES - LFI | La France insoumise              | Manon Monmirel      |
| 2e    | Stéphane Peu        |       | NUPES - PCF | Gauche démocrate et républicaine | Farid Aïd           |
| 3e    | Thomas Portes       |       | NUPES - G·s | La France insoumise              | Nadia Missaoui      |
| 4e    | Soumya Bourouaha    |       | NUPES - PCF | Gauche démocrate et républicaine | Marie-George Buffet |
| 5e    | Raquel Garrido      |       | NUPES - LFI | La France insoumise              | José Moury          |
| 6e    | Bastien Lachaud     |       | NUPES - LFI | La France insoumise              | Aline Lo Tutala     |
| 7e    | Alexis Corbière     |       | NUPES - LFI | La France insoumise              | Sayna Shahryari     |
| 8e    | Fatiha Keloua-Hachi |       | NUPES - PS  | Socialistes et apparentés        | Magalie Thibault    |
| 9e    | Aurélie Trouvé      |       | NUPES - LFI | La France insoumise              | Mehmet Ozguner      |
| 10e   | Nadège Abomangoli   |       | NUPES - LFI | La France insoumise              | Jack Chantereau     |
| 11e   | Clémentine Autain   |       | NUPES - LFI | La France insoumise              | Brigitte Bernex     |
| 12e   | Jérôme Legavre      |       | NUPES - POI | La France insoumise              | Nezha Barhandi      |

### Quinzième législature(2017-2022)

Résultats des élections législatives de 2017 en Seine-Saint-Denis.

| Circ. | Identité                | Parti | Parti    | Suppléant            |
| ----- | ----------------------- | ----- | -------- | -------------------- |
| 1re   | Éric Coquerel           |       | FI       | Manon Monmirel       |
| 2e    | Stéphane Peu            |       | PCF - FI | Farid Aïd            |
| 3e    | Patrice Anato           |       | REM      | Brigitte De Perthuis |
| 4e    | Marie-George Buffet     |       | PCF      | Soumya Bourouaha     |
| 5e    | Jean-Christophe Lagarde |       | UDI      | Stéphane Salini      |
| 6e    | Bastien Lachaud         |       | FI       | Samia Sadat          |
| 7e    | Alexis Corbière         |       | FI       | Corinne Benabdallah  |
| 8e    | Sylvie Charrière        |       | REM      | Stéphane Aujé        |
| 9e    | Sabine Rubin            |       | FI       | Charles Alonso       |
| 10e   | Alain Ramadier          |       | LR       | Christine Gauthier   |
| 11e   | Clémentine Autain       |       | E !      | François Asensi      |
| 12e   | Stéphane Testé          |       | REM      | Ingrid Sidibé        |

### Quatorzième législature(2012-2017)

Résultats des élections législatives de 2012 en Seine-Saint-Denis.

| Circ. | Identité                | Parti | Parti     | Suppléant                 |
| ----- | ----------------------- | ----- | --------- | ------------------------- |
| 1re   | Bruno Le Roux           |       | PS        | Yannick Trigance          |
| 2e    | Mathieu Hanotin         |       | PS        | Michel Fourcade           |
| 3e    | Michel Pajon            |       | PS        | Emmanuel Constant         |
| 4e    | Marie-George Buffet     |       | FG (PCF)  | Gilles Poux               |
| 5e    | Jean-Christophe Lagarde |       | NC        | Leïla Bouzidi             |
| 6e    | Élisabeth Guigou        |       | PS        | Bertrand Kern             |
| 7e    | Razzy Hammadi           |       | PS        | Émilie Trigo              |
| 8e    | Élisabeth Pochon        |       | PS        | Raphaël Bouton            |
| 9e    | Claude Bartolone        |       | PS        | Corinne Valls             |
| 10e   | Daniel Goldberg         |       | PS        | Sylvine Thomassin         |
| 11e   | François Asensi         |       | FG (FASE) | Clémentine Autain         |
| 12e   | Pascal Popelin          |       | PS        | Christelle Lebigot-Dilain |

### Treizième législature(2007-2012)

Résultats des élections législatives de 2007 en Seine-Saint-Denis.

| Circ. | Identité                | Parti | Parti | Suppléant              |
| ----- | ----------------------- | ----- | ----- | ---------------------- |
| 1re   | Bruno Le Roux           |       | PS    | Abdelhak Kachouri      |
| 2e    | Patrick Braouezec       |       | FASE  | Catherine Hanriot      |
| 3e    | Daniel Goldberg         |       | PS    | Bâ Coulibaly           |
| 4e    | Marie-George Buffet     |       | PCF   | Azzédine Taïbi         |
| 5e    | Jean-Christophe Lagarde |       | NC    | Leïla Bouzidi          |
| 6e    | Claude Bartolone        |       | PS    | Bertrand Kern          |
| 7e    | Jean-Pierre Brard       |       | CAP   | Djeneba Keita          |
| 8e    | Patrice Calméjane       |       | UMP   | Isabelle Bonneau       |
| 9e    | Élisabeth Guigou        |       | PS    | Philippe Guglielmi     |
| 10e   | Gérard Gaudron          |       | UMP   | Nathalie Harache       |
| 11e   | François Asensi         |       | FASE  | Nelly Rolland Iriberry |
| 12e   | Éric Raoult             |       | UMP   | Ludovic Toro           |
| 13e   | Michel Pajon            |       | PS    | Anne-Marie Mahéas      |

### Douzième législature(2002-2007)

Résultats des élections législatives de 2002 en Seine-Saint-Denis.

| Circ. | Identité                | Parti | Parti | Suppléant         |
| ----- | ----------------------- | ----- | ----- | ----------------- |
| 1re   | Bruno Le Roux           |       | PS    | Bertrand Druon    |
| 2e    | Patrick Braouezec       |       | PCF   | Catherine Hanriot |
| 3e    | Muguette Jacquaint      |       | PCF   | Mériem Derkaoui   |
| 4e    | Marie-George Buffet     |       | PCF   | Daniel Feurtet    |
| 5e    | Jean-Christophe Lagarde |       | UDF   | Carine Noc        |
| 6e    | Claude Bartolone        |       | PS    | Bertrand Kern     |
| 7e    | Jean-Pierre Brard       |       | CAP   | Catherine Puig    |
| 8e    | Robert Pandraud         |       | UMP   | Patrice Calméjane |
| 9e    | Élisabeth Guigou        |       | PS    | Anna Lecœur       |
| 10e   | Jean-Claude Abrioux     |       | UMP   | Philippe Dallier  |
| 11e   | François Asensi         |       | PCF   | Simone Froger     |
| 12e   | Éric Raoult             |       | UMP   | Ludovic Toro      |
| 13e   | Michel Pajon            |       | PS    | Anne-Marie Mahéas |

### Onzième législature(1997-2002)

Résultats des élections législatives de 1997 en Seine-Saint-Denis.

| Circ. | Identité                                                 | Parti | Parti | Suppléant           |
| ----- | -------------------------------------------------------- | ----- | ----- | ------------------- |
| 1re   | Bruno Le Roux                                            |       | PS    | Bertrand Druon      |
| 2e    | Patrick Braouezec                                        |       | PCF   | Catherine Hanriot   |
| 3e    | Muguette Jacquaint                                       |       | PCF   | Jean-Jacques Karman |
| 4e    | Marie-George Buffet puis le 05/07/1997 Daniel Feurtet    |       | PCF   | Daniel Feurtet      |
| 5e    | Jean-Claude Gayssot puis le 05/07/1997 Bernard Birsinger |       | PCF   | Bernard Birsinger   |
| 6e    | Claude Bartolone puis le 01/05/1998 Bertrand Kern        |       | PS    | Bertrand Kern       |
| 7e    | Jean-Pierre Brard                                        |       | CAP   | Catherine Puig      |
| 8e    | Robert Pandraud                                          |       | RPR   | François Acquaviva  |
| 9e    | Véronique Neiertz                                        |       | PS    | Jean-Paul Lefebvre  |
| 10e   | Jean-Claude Abrioux                                      |       | RPR   | Philippe Dallier    |
| 11e   | François Asensi                                          |       | PCF   | Michèle Dabé        |
| 12e   | Alain Calmat                                             |       | PS    | Claude Dilain       |
| 13e   | Michel Pajon                                             |       | PS    | Anne-Marie Mahéas   |

### Dixième législature(1993-1997)

Résultats des élections législatives de 1993 en Seine-Saint-Denis.

| Circ. | Identité                                           | Parti | Parti  | Suppléant           |
| ----- | -------------------------------------------------- | ----- | ------ | ------------------- |
| 1re   | Raoul Béteille                                     |       | RPR    | Anne Roudaut        |
| 2e    | Patrick Braouezec                                  |       | PCF    | Daniel Bioton       |
| 3e    | Muguette Jacquaint                                 |       | PCF    | Jean-Jacques Karman |
| 4e    | Louis Pierna                                       |       | PCF    | Robert Frégossy     |
| 5e    | Jean-Claude Gayssot                                |       | PCF    | Maurice Nilès       |
| 6e    | Claude Bartolone                                   |       | PS     | Marcel Debarge      |
| 7e    | Jean-Pierre Brard                                  |       | PCF    | Catherine Puig      |
| 8e    | Robert Pandraud                                    |       | RPR    | Claude Pernès (UDF) |
| 9e    | Véronique Neiertz                                  |       | PS     | Jean-Paul Lefebvre  |
| 10e   | Jean-Claude Abrioux                                |       | RPR    | Serge Delrieu       |
| 11e   | François Asensi                                    |       | PCF    | Bernard Vergnaud    |
| 12e   | Éric Raoult puis le 19/06/1995 Pierre Bernard      |       | RPR    | Pierre Bernard      |
| 13e   | Christian Demuynck puis le 25/02/1996 Michel Pajon |       | RPR PS | Emmanuelle Frapet   |

### Neuvième législature(1988-1993)

Résultats des élections législatives de 1988 en Seine-Saint-Denis.

| Circ. | Identité                                                                           | Parti | Parti  | Suppléant            |
| ----- | ---------------------------------------------------------------------------------- | ----- | ------ | -------------------- |
| 1re   | Gilbert Bonnemaison                                                                |       | PS     | Bertrand Druon       |
| 2e    | Marcelin Berthelot                                                                 |       | PCF    | Daniel Bioton        |
| 3e    | Muguette Jacquaint                                                                 |       | PCF    | Jean-Jacques Karman  |
| 4e    | Louis Pierna                                                                       |       | PCF    | Robert Frégossy      |
| 5e    | Jean-Claude Gayssot                                                                |       | PCF    | Maurice Nilès        |
| 6e    | Claude Bartolone                                                                   |       | PS     | Janine Pietruszynski |
| 7e    | Jean-Pierre Brard                                                                  |       | PCF    | Jean-Charles Nègre   |
| 8e    | Robert Pandraud                                                                    |       | RPR    | Claude Pernès (UDF)  |
| 9e    | Véronique Neiertz puis le 29/07/1988 Claude Fuzier puis le 8/12/1988 Roger Gouhier |       | PS PCF | Claude Fuzier        |
| 10e   | Jacques Delhy                                                                      |       | PS     | Bernard Portel       |
| 11e   | François Asensi                                                                    |       | PCF    | Bernard Vergnaud     |
| 12e   | Éric Raoult                                                                        |       | RPR    | Jean Carlin          |
| 13e   | Jacques Mahéas                                                                     |       | PS     | Max Salomon          |

### Huitième législature(1986-1988)
Élection à la proportionnelle (pas de suppléants).
- François Asensi, PCF
- François Bachelot, FN
- Didier Bariani puis le 3 avril 1986 Jean-Jack Salles, UDF
- Claude Bartolone, PS
- Gilbert Bonnemaison, PS
- Jean-Claude Gayssot, PCF
- Muguette Jacquaint, PCF
- Roger Holeindre, FN
- Jacques Mahéas, PS
- Véronique Neiertz, PS
- Jacques Oudot, RPR
- Robert Pandraud puis le 3 avril 1986 Christian Demuynck, RPR
- Éric Raoult, RPR

### Septième législature(1981-1986)
| Circ. | Identité                                          | Parti | Parti | Suppléant            |
| ----- | ------------------------------------------------- | ----- | ----- | -------------------- |
| 1re   | Gilbert Bonnemaison                               |       | PS    | Pierre Machon        |
| 2e    | Pierre Zarka                                      |       | PCF   | Maurice Soucheyre    |
| 3e    | Jack Ralite puis le 25/07/1981 Muguette Jacquaint |       | PCF   | Muguette Jacquaint   |
| 4e    | Maurice Nilès                                     |       | PCF   | Raymond Chapin       |
| 5e    | Véronique Neiertz                                 |       | PS    | Jean-Paul Maitrias   |
| 6e    | Claude Bartolone                                  |       | PS    | Janine Pietruszynski |
| 7e    | Louis Odru                                        |       | PCF   | Roger Daviet         |
| 8e    | François Asensi                                   |       | PCF   | Bernard Vergnaud     |
| 9e    | Jacques Mahéas                                    |       | PS    | Claude Barbara       |

### Sixième législature(1978-1981)
| Circ. | Identité                                                 | Parti | Parti | Suppléant          |
| ----- | -------------------------------------------------------- | ----- | ----- | ------------------ |
| 1re   | Paulette Fost                                            |       | PCF   | Raymond Gosselet   |
| 2e    | Pierre Zarka                                             |       | PCF   | Maurice Soucheyre  |
| 3e    | Jack Ralite                                              |       | PCF   | Muguette Jacquaint |
| 4e    | Maurice Nilès                                            |       | PCF   | Raymond Chapin     |
| 5e    | Roger Gouhier                                            |       | PCF   | Lucien Chapelain   |
| 6e    | Jacqueline Chonavel                                      |       | PCF   | Jacques Isabet     |
| 7e    | Louis Odru                                               |       | PCF   | Roger Daviet       |
| 8e    | Robert Ballanger puis le 27 janvier 1981 François Asensi |       | PCF   | François Asensi    |
| 9e    | Marie-Thérèse Goutmann                                   |       | PCF   | Claude Favretto    |

### Cinquième législature(1973-1978)
| Circ. | Identité            | Parti | Parti | Suppléant          |
| ----- | ------------------- | ----- | ----- | ------------------ |
| 1re   | Étienne Fajon       |       | PCF   | Fernand Belino     |
| 2e    | Marcelin Berthelot  |       | PCF   | Maurice Soucheyre  |
| 3e    | Jack Ralite         |       | PCF   | Muguette Jacquaint |
| 4e    | Maurice Nilès       |       | PCF   | Raymond Chapin     |
| 5e    | Roger Gouhier       |       | PCF   | Lucien Chapelain   |
| 6e    | Jacqueline Chonavel |       | PCF   | Jacques Isabet     |
| 7e    | Louis Odru          |       | PCF   | Roger Daviet       |
| 8e    | Robert Ballanger    |       | PCF   | Émile Legrésy      |
| 9e    | Raymond Valenet     |       | UDR   | Marie-Paule Simon  |

### Quatrième législature(1968-1973)
| Circ. | Identité                     | Parti | Parti | Suppléant           |
| ----- | ---------------------------- | ----- | ----- | ------------------- |
| 1re   | Étienne Fajon                |       | PCF   | Fernand Lefort      |
| 2e    | Marcelin Berthelot           |       | PCF   | Maurice Soucheyre   |
| 3e    | Waldeck Rochet               |       | PCF   | André Karman        |
| 4e    | Maurice Nilès                |       | PCF   | Georges Valbon      |
| 5e    | Robert Calméjane             |       | UDR   | Jean Chevallier     |
| 6e    | Jean Lolive (décédé en 1968) |       | PCF   | Jacqueline Chonavel |
| 7e    | Louis Odru                   |       | PCF   | Roger Daviet        |
| 8e    | Robert Ballanger             |       | PCF   | René Roucaute       |
| 9e    | Raymond Valenet              |       | UDR   | Marie-Paule Simon   |

### Troisième législature(1967-1968)
| Circ. | Identité         | Parti | Parti | Suppléant           |
| ----- | ---------------- | ----- | ----- | ------------------- |
| 1re   | Étienne Fajon    |       | PCF   | Fernand Lefort      |
| 2e    | Fernand Grenier  |       | PCF   | Marcelin Berthelot  |
| 3e    | Waldeck Rochet   |       | PCF   | André Karman        |
| 4e    | Maurice Nilès    |       | PCF   | Georges Valbon      |
| 5e    | Roger Gouhier    |       | PCF   | Lucien Chapelain    |
| 6e    | Jean Lolive      |       | PCF   | Jacqueline Chonavel |
| 7e    | Louis Odru       |       | PCF   | Roger Daviet        |
| 8e    | Robert Ballanger |       | PCF   | Eugène Le Moign     |
| 9e    | Raymond Valenet  |       | UDR   | Marie-Paule Simon   |